# Municipio de Belle Prairie (Dakota del Sur)
El municipio de Belle Prairie (en inglés: Belle Prairie Township) es un municipio ubicado en el condado de Beadle en el estado estadounidense de Dakota del Sur. En el año 2010 tenía una población de 48 habitantes y una densidad poblacional de 0,52 personas por km².

## Geografía
El municipio de Belle Prairie se encuentra ubicado en las coordenadas 44°14′18″N 97°54′50″O / 44.23833, -97.91389. Según la Oficina del Censo de los Estados Unidos, el municipio tiene una superficie total de 92.72 km², de la cual 92,72 km² corresponden a tierra firme y (0 %) 0 km² es agua.

## Demografía
Según el censo de 2010, había 48 personas residiendo en el municipio de Belle Prairie. La densidad de población era de 0,52 hab./km². De los 48 habitantes, el municipio de Belle Prairie estaba compuesto por el 100 % blancos. Del total de la población el 0 % eran hispanos o latinos de cualquier raza.